# George Meeker
George Meeker (* 5. März 1904 in Brooklyn, New York; † 19. August 1984 in Carpinteria, Kalifornien) war ein US-amerikanischer Schauspieler, der zwischen 1928 und 1951 in über 180 Kinofilmen spielte.

## Leben und Karriere
George Meeker begann seine Schauspielkarriere in den 1920er Jahren in regionalen Theatergruppen in Indianapolis und Cincinnati. Im Verlaufe der Dekade war er auch am Broadway in einigen Produktionen zu sehen. Sein Filmdebüt machte er 1928 unter Regie von John Ford als bayrischer Hirte im Filmdrama Four Sons, schon wenige Jahre darauf wandte er sich gänzlich dem Filmgeschäft zu.
In Hollywood zeigte sich Meeker nicht wählerisch mit Rollen, einige Male spielte er beinahe Hauptrollen, während er in anderen Filmen nur sekundenkurze Auftritt hatte. So hatte er kleine, im Abspann unerwähnte Auftritten in den Filmklassikern Vom Winde verweht (als Poker spielender Hauptmann) und Casablanca (als Spieler in Ricks Cafe). In seinen größeren Rollen verkörperte Meeker zumeist unsympathische Figuren, vor allem heuchelnde, schwindelnde oder rückgratlose Charaktere mimte er häufiger. In Liebesgeschichten war Meeker oftmals den Konkurrenten des Hauptdarstellers um die Liebe einer Frau zu sehen, etwa im Western Ritt zum Ox-Bow (1943) mit Henry Fonda sowie in der Komödie Der Weg nach Rio (1947) neben Bob Hope, Bing Crosby, Dorothy Lamour. In vielen Kriminalfilmen trat er häufig als zwielichtiger Verdächtiger in Erscheinung, in einer solchen Rolle war er 1944 im B-Movie I Accuse My Parents zu sehen, welches vor allem durch seine unfreiwillig lächerliche Handlung bekannt wurde. Eine historische Persönlichkeit verkörperte Meeker als Maximilien de Robespierre in der aufwendigen MGM-Filmbiografie Marie-Antoinette (1938) mit Norma Shearer in der Titelrolle der französischen Königin.
In Hollywood war George Meeker neben seinen Filmrollen auch als exzellenter Polospieler bekannt. 1952 zog er sich aus dem Schauspielgeschäft zurück, obwohl er bis zuletzt viele Rollen gespielt hatte und noch nicht einmal 50 Jahre alt war. Sein filmisches Schaffen umfasst über 180 Filme sowie zwei Auftritte in Fernsehserien, die er 1951 und 1952 gemacht hatte. Über seine letzten drei Jahrzehnte bis zu seinem Tod ist fast nichts bekannt, außer dass er 1984 im Alter von 80 Jahren an den Folgen einer Alzheimer-Krankheit starb. An Meeker erinnert ein Stern auf dem Hollywood Walk of Fame in der Kategorie Film.

## Filmografie (Auswahl)
- 1928: Four Sons
- 1931: Strictly Dishonorable
- 1932: Emma, die Perle (Emma)
- 1932: Back Street
- 1933: Flucht vor dem Gestern (Pick-Up)
- 1933: Double Harness
- 1933: Eine Frau vergisst nicht (Only Yesterday)
- 1934: Tag, Nellie! (Hi)
- 1934: Little Man, What Now?
- 1934: The Richest Girl in the World
- 1934: Broadway Bill
- 1935: Die Nacht der Liebe (The Wedding Night)
- 1935: Öl für die Lampen Chinas (Oil for the Lamps of China)
- 1935: Das Schiff des Satans (Dante’s Inferno)
- 1935: Was geschah gestern? (Remember Last Night?)
- 1935: Wenn sie nur kochen könnte (If You Could Only Cook)
- 1936: Fünflinge (The Country Doctor)
- 1936: Mr. Deeds geht in die Stadt (Mr. Deeds Goes to Town)
- 1936: Kleinstadtmädel (Small Town Girl)
- 1937: … und ewig siegt die Liebe (History Is Made at Night)n
- 1937: Stella Dallas
- 1937: The Westland Case
- 1938: Tarzan’s Revenge
- 1938: Marie-Antoinette
- 1939: Drunter und drüber (It’s a Wonderful World)
- 1939: Die wilden Zwanziger (The Roaring Twenties)
- 1939: Vom Winde verweht (Gone with the Wind)
- 1939: Swanee River
- 1940: Entscheidung in der Sierra (High Sierra)
- 1941: Der Herzensbrecher (Affectionately Yours)
- 1941: Dive Bomber
- 1941: Schrecken der zweiten Kompanie (You’re in the Army Now)
- 1942: Agenten der Nacht (All Through the Night)
- 1942: Helden der Lüfte (Captains of the Clouds)
- 1942: Thema: Der Mann (The Male Animal)
- 1942: Die fröhliche Gauner GmbH (Larceny, Inc.)
- 1942: Yankee Doodle Dandy
- 1942: Die Gaylords (The Gay Sisters)
- 1942: Casablanca
- 1942: Ritt zum Ox-Bow (The Ox-Bow Incident)
- 1943: Draculas Sohn (Son of Dracula)
- 1944: Up in Arms
- 1944: I Accuse My Parents
- 1944: Dead Man’s Eyes
- 1945: Brenda Starr, Reporter
- 1946: Charlie Chan in Mexiko (The Red Dragon)
- 1946: Angel on My Shoulder
- 1947: Smash-Up: The Story of a Woman
- 1947: Der Weg nach Rio (Road to Rio)
- 1948: Abenteuer im Wilden Westen (The Dude Goes West)
- 1948: Im Netz der Schwarzen Spinne (Superman)
- 1948: Venus macht Seitensprünge (One Touch of Venus)
- 1948: Words and Music
- 1950: The Invisible Monster
- 1951: Honeychile
- 1952: The Stu Erwin Show (Fernsehserie, eine Folge)